# Ligne Roca
Pour les articles homonymes, voir Roca.
La Ligne Roca à Buenos Aires, capitale de l'Argentine est une ligne de transport de passagers qui draine la plus grande partie de la banlieue sud de la ville, ainsi que l'importante cité de La Plata, capitale de la province de Buenos Aires, distante de quelques kilomètres seulement de la capitale.
Elle naît dans la gare terminale du chemin de fer General Roca, dans l'Estación Constitución, l'une des trois plus grandes gares de la capitale, située dans le quartier de Constitución. Elle se trouve là en correspondance avec la ligne  du métro de la capitale.
L'écartement des rails est large (1 676 millimètres).
La ligne est concédée à l'opérateur Transportes Metropolitanos de Buenos Aires S.A.
ou Metropolitano
La ligne compte approximativement 245 kilomètres et 70 stations.
La ligne fut électrifiée et le matériel roulant remplacé par des entreprises japonaises à la suite d'un contrat signé en 1978.

## Fréquentation
Durant les années 1993-1999, la fréquentation de la ligne a énormément progressé, mais avec la crise des années 2000-2003, le nombre de passagers connut une diminution importante (le tiers des effectifs) entre 2000 et 2002. En 2003 et 2004, grâce à la sortie de crise, 
le nombre de passagers se redressait quelque peu mais faiblement, et le chiffre de 2004 est encore loin de celui de 1999, signe d'un important malaise sur cette ligne.
- 1993 : 64 908 000
- 1995 : 116 458 000
- 2000 : 155 344 000
- 2002 : 105 715 000
- 2003 : 108 646 000
- 2004 : 108 000 000 approximativement (pour les 9 premiers mois de l'année : 80 887 000)
- 2017:  138 518 785[2],
- 2018:  168 661 560[2],
- 2019 : 101 490 327[2].